# 文教大学女子短期大学部
文教大学女子短期大学部（ぶんきょうだいがくじょしたんきだいがくぶ、英語: Bunkyo University Women's College）は、神奈川県茅ヶ崎市行谷1100に本部を置いていた日本の私立大学である。1953年に設置され、2012年に廃止された。

## 概観
大学全体
文教大学女子短期大学部は、神奈川県茅ヶ崎市内にある日本の私立短期大学、学校法人文教大学学園が運営。学校法人立正学園により 1953年に立正学園女子短期大学として設置された。かつては、最大で5学科を擁していたが、現在は1学科のみに規模縮小されている。2009年に募集を停止した。4年制の健康栄養学部健康栄養学科へ移行。
建学の精神（校訓・理念・学是）
文教大学女子短期大学部における建学の精神は「人間愛、立正精神」となっている。
教育および研究
文教大学女子短期大学部はキャンパス内に文教大学の情報学部と国際学部・大学院情報学研究科および国際協力研究科があるため、情報教育（特に情報処理分野）と国際教育（特に言語分野）は、充実している。現在は、栄養士養成課程である健康栄養学科のみで募集を行っているため、実業教育の雰囲気がかなり強くなっている。
学風および特色
文教大学女子短期大学部とは、学校法人文教大学学園が女子教育を行うことを目的として設置した短期大学のことである。同学校法人が設置する幼稚園、小学校、中学校、高等学校、大学、大学院は、過去に共学化しているため、文教大学女子短期大学部は、学園が設置する学校のうち唯一の女子校である。ただし、同じ校地に男女共学の文教大学湘南校舎が併設され、授業や課外活動における連携関係もあるため、女子のみのキャンパスではない。

## 沿革
- 1927年 馬田行啓と小野光洋によって、荏原郡大崎町桐ケ谷（現・品川区大崎）に立正裁縫女学校を設置。
- 1928年 財団法人立正学園が設立。
- 1928年 立正女子職業学校を設立。
- 1929年 荏原郡平塚村（現・品川区旗の台）に移転。
- 1932年 立正学園高等女学校を設立。
- 1951年 学校法人立正学園に組織変更される。
- 1953年 立正学園女子短期大学（りっしょうがくえんじょしたんきだいがく）として開学。所在地は東京都品川区旗の台となっていた。家政科を置く。
- 1954年 家政科の学生数（女：90[5]）
- 1962年 学科の増設を行う。
  - 英語英文科（学生数：女104[6]）
  - 児童科第二部（学生数：女37[6]）
- 1963年 学科の増設を行う。
  - 文芸科（学生数：女58[7]）
  - 栄養科（学生数：女92[7]）
- 1968年 立正女子大学短期大学部（りっしょうじょしだいがくたんきだいがくぶ）に改称。
- 1972年 司書・司書教諭資格取得課程を開設。
- 1976年 文教大学女子短期大学部に改称。
- 1984年 経営母体を学校法人文教大学学園に変更。
- 1985年 文教大学情報学部とともに全学科を神奈川県茅ヶ崎市に移転。
- 1986年 12月23日付けで、児童科第二部が正式廃止となる[8]。
- 1999年 学生数
  - 文芸科（女416[9]）
  - 英語英文科（女431[9]）
  - 栄養科（女317[9]）
  - 家政科（女368[9]）
- 2000年 全学科を改称。
  - 文芸科→現代文化学科
  - 英語英文科→英語コミュニケーション学科
  - 栄養科→健康栄養学科
  - 家政科→ライフデザイン学科
- 2004年 3月31日をもって、英語コミュニケーション学科正式廃止[8]
- 2004年 9月30日をもって、現代文化学科、ライフデザイン学科正式廃止[8]
- 2009年 募集終了。
- 2012年 廃止[10]。

## 象徴
- 文教大学女子短期大学部のカレッジマークは大学と同様のものを使用している。
- 大学歌は『文教大学湘南キャンパス』であり谷川俊太郎が作詞・林光が作曲している。

## 学科
- 健康栄養学科のみで、管理栄養士準備コース・健康科学コース・食品開発コースがある。専攻科や別科はない。

過去にあった学科
- ライフデザイン学科[1][2]「生活文化」・「生活福祉」の各コースがあった。
- 現代文化学科[1][2]「文芸」・「マスコミ情報」の各コースがあった。
- 英語コミュニケーション学科[1][4]
- 児童科第二部[3]

## 学生生活
部活動・クラブ活動・サークル活動
文教大学女子短期大学部のクラブ活動は男女混合であるのが特徴。体育系では弓道・乗馬・テニス・バドミントン、文化系では演劇・茶道・吹奏楽・ライブラリーなどがある。
短期大学部時代からの部活動・サークル活動などを進学（編入後）も継続して行う人が多い。（詳しくは、文教大学#概要、文教大学#学生生活の湘南校舎に関する記述も参照のこと）
学園祭
文教大学女子短期大学部の学園祭は「聳塔会」と呼ばれ、大学と合同で行われている。

## 大学関係者と組織

### 大学関係者組織
- 文教大学女子短期大学部には、文教大学と同様「芙蓉会」と称した同窓会組織がある。
- 旧・文芸科および現代文化学科卒業生の会として「リテラの会」と称した同窓会組織がある。

### 大学関係者一覧
- 小野光洋:初代学長
- 小尾乕雄：元本短大学長

#### 出身者
- 清水ミチコ ：ライフデザイン学科の前身である家政科卒業。タレント
- 加納朋子：現代文化学科の前身である文芸科を卒業。推理作家
- 小桜舞子 ：1999年卒業、演歌歌手
- 奥山眞佐子：女優
- 高橋紀子：山本昌平のマネージャー

## 施設

### キャンパス内
- 中庭には「文教富士」と呼ばれる台形の石がある。学生の待ち合わせ場所としてよく用いられる。
- 1号館
- 2号館：4Fから富士山を遠望できる。
- 「くちびるのオブジェ」がある。
- 文教大学湘南図書館（附属図書館）- 蔵書冊数 約23万冊：附属図書館は、文教大学湘南校舎と共用している。

### キャンパス外
- 文教大学学園八ヶ岳寮（山梨県北杜市高根町清里）：学校法人文教大学学園が設置する諸学校に共通の学生寮である。

## 対外関係

### 他大学との協定

#### イギリス
- ノッティンガム大学

### 系列校
- 文教大学
- 文教大学附属中学校・高等学校
- 文教大学附属小学校
- 文教大学学園幼稚園